# Deutsche Badmintonmeisterschaft 1978
Die Deutsche Badmintonmeisterschaft 1978 fand vom 30. Januar bis zum 2. Februar 1978 in Mülheim an der Ruhr statt.

## Medaillengewinner
| Disziplin    | Gold                                                           | Silber                                                                  | Bronze                                                                           |
| ------------ | -------------------------------------------------------------- | ----------------------------------------------------------------------- | -------------------------------------------------------------------------------- |
| Herreneinzel | Michael Schnaase (1. BV Mülheim)                               | Karl-Heinz Zwiebler (1. BC Beuel)                                       | Gerhard Kucki (1. BV Mülheim)                                                    |
| Herreneinzel | Michael Schnaase (1. BV Mülheim)                               | Karl-Heinz Zwiebler (1. BC Beuel)                                       | Torsten Winter (PSV Grün-Weiß Wiesbaden)                                         |
| Dameneinzel  | Eva-Maria Kranz (1. BC Beuel)                                  | Vera Martini-Winter (TuS Wiebelskirchen)                                | Elke Weber (VfL Wolfsburg)                                                       |
| Dameneinzel  | Eva-Maria Kranz (1. BC Beuel)                                  | Vera Martini-Winter (TuS Wiebelskirchen)                                | Jutta Vogel (TV Mainz-Zahlbach)                                                  |
| Herrendoppel | Roland Maywald (1. BC Beuel) Karl-Heinz Zwiebler (1. BC Beuel) | Horst Lösche (1. BV Mülheim) Michael Schnaase (1. BV Mülheim)           | Torsten Winter (PSV Grün-Weiß Wiesbaden) Hugo Wilmes (PSV Grün-Weiß Wiesbaden)   |
| Herrendoppel | Roland Maywald (1. BC Beuel) Karl-Heinz Zwiebler (1. BC Beuel) | Horst Lösche (1. BV Mülheim) Michael Schnaase (1. BV Mülheim)           | Gerhard Kucki (1. BV Mülheim) Karl-Heinz Garbers (1. BV Mülheim)                 |
| Damendoppel  | Karin Kucki (1. BV Mülheim) Vera Martini (TuS Wiebelskirchen)  | Jutta Vogel (PSV Grün-Weiß Wiesbaden) Elke Weber (VfL Wolfsburg)        | Ingrid Morsch (VfL Wolfsburg) Antonie Schwabe (1. BV Mülheim)                    |
| Damendoppel  | Karin Kucki (1. BV Mülheim) Vera Martini (TuS Wiebelskirchen)  | Jutta Vogel (PSV Grün-Weiß Wiesbaden) Elke Weber (VfL Wolfsburg)        | Eva-Maria Zwiebler (1. BC Beuel) Marieluise Zizmann (1. BC Beuel)                |
| Mixed        | Roland Maywald (1. BC Beuel) Marieluise Wackerow (1. BC Beuel) | Horst Lösche (1. BV Mülheim) Marie-Luise Schulta-Jansen (1. BV Mülheim) | Gerhard Kucki (1. BV Mülheim) Vera Martini (TuS Wiebelskirchen)                  |
| Mixed        | Roland Maywald (1. BC Beuel) Marieluise Wackerow (1. BC Beuel) | Horst Lösche (1. BV Mülheim) Marie-Luise Schulta-Jansen (1. BV Mülheim) | Bernd Wessels (STC Blau-Weiß Solingen) Heide Konopatzki (STC Blau-Weiß Solingen) |